# 대구보훈병원
대구보훈병원(大邱報勳病院)은 대구·경북지역에 거주하는 국가유공자와 유가족 및 중상이자에 대한 의학적·정신적 재활도모를 위해 설립된 대한민국 국가보훈부 산하 한국보훈복지의료공단에서 운영하는 보훈병원이다. 대구광역시 달서구 월곡로 60(도원동)에 위치하고 있다.

## 연혁
- 1993년 2월 대구보훈병원 준공
- 1996년 8월 재활복지관 준공
- 2007년 11월 신관 증축 준공
- 2009년 1월 서관 리모델링 완공

## 조직
대구보훈병원장
- 가정의학과
- 내과
- 마취통증의학과
- 비뇨기과
- 산부인과
- 소아청소년과
- 신경과
- 신경외과
- 안과
- 영상의학과
- 외과
- 응급의학과
- 이비인후과
- 재활의학과
- 정신건강의학과
- 정형외과
- 진단검사의학과
- 치과
- 피부과
- 핵의학과

## 사건·사고 및 논란

### 30억대 공금 횡령
2011년 1월 12일 연합뉴스에 따르면 대구보훈병원 직원 김모(40)씨가 2005년 3월부터 2010년 11월까지 남의 명의로 허위 서류를 꾸며 진료비를 청구하는 수법으로 무려 32억3천여만원이나 챙겼다.
이에 대해 대구보훈병원 원무과 측은 "2010년까진 위탁진료비 지급 업무를 한 달치를 모아 한꺼번에 처리하다 보니 건수가 무려 1천여건에 이르러 일일이 지급내역을 확인하지 못했다"며 "2011년부터는 위탁진료비 지급 신청내역을 매일 올려 결제가 이뤄지도록 체계를 바꿨다"고 해명했다.

## 같이 보기
- 중앙보훈병원
- 광주보훈병원
- 대전보훈병원
- 부산보훈병원